# 21e étape du Tour d'Italie 2024
Pour un article plus général, voir Tour d'Italie 2024.
La 21e étape du Tour d'Italie 2024 se déroule le dimanche 26 mai 2024 entre Rome et Rome dans le Latium sur une distance de 122 km.

## Parcours
La dernière étape suit un parcours similaire à celui de 2023, avec un départ donné dans le quartier de l'Esposizion Universale di Roma (EUR) sur la Via Cristoforo Colombo. Elle comprend un aller-retour vers la côte tyrrhénienne à Lido di Ostia suivi par huit tours d'un circuit dans Rome de 9,5 km avec une ligne d'arrivée tracée sur la Via de San Gregorio.

## Déroulement de la course
Après le premier passage sur la ligne d'arrivée à Rome, les attaques fusent et finissent par former, à 70 kilomètres du terme, un groupe de quatre fuyards composé des Français Ewen Costiou (Arkéa-B&B Hotels) et Alex Baudin (Decathlon AG2R La Mondiale), du Danois Mikkel Honoré (EF Education) et de l'Italien Martin Marcellusi (Bardiani CSF-Faizané), le régional de l'étape. Ce quatuor creuse un écart maximum d'une quarantaine de secondes sur le peloton avant d'être repris par celui-ci à 13 kilomètres de l'arrivée. Le sprint à proximité du Colisée est remporté par le Belge Tim Merlier qui signe un troisième succès sur le Giro 2024.

## Résultats

### Classement de l'étape
| \| Classement de l'étape \| Classement de l'étape \| Classement de l'étape \| Classement de l'étape \| Classement de l'étape \| \| Coureur \| Coureur \| Pays \| Équipe \| Temps \| \| --------------------- \| --------------------- \| --------------------- \| -------------------------- \| --------------------- \| \| 1er \| Tim Merlier \| Belgique \| Soudal Quick-Step \| 2 h 51 min 50 s \| \| 2e \| Jonathan Milan \| Italie \| Lidl-Trek \| + 0 s \| \| 3e \| Kaden Groves \| Australie \| Alpecin-Deceuninck \| + 0 s \| \| 4e \| Fernando Gaviria \| Colombie \| Movistar Team \| + 0 s \| \| 5e \| Tim van Dijke \| Pays-Bas \| Team Visma \\| Lease a Bike \| + 0 s \| \| 6e \| Stanisław Aniołkowski \| Pologne \| Cofidis \| + 0 s \| \| 7e \| Alberto Dainese \| Italie \| Tudor Pro Cycling Team \| + 0 s \| \| 8e \| Giovanni Lonardi \| Italie \| Team Polti Kometa \| + 0 s \| \| 9e \| Caleb Ewan \| Australie \| Team Jayco AlUla \| + 0 s \| \| 10e \| Donavan Grondin \| France \| Arkéa-B&B Hotels \| + 0 s \| |                       |           |                            |                 |
| |                       |           |                            |                 |
| Sources : ProCyclingStats Cycling Quotient |                       |           |                            |                 |
| Classement de l'étape |                       |           |                            |                 |
| Coureur | Coureur               | Pays      | Équipe                     | Temps           |
| 1er | Tim Merlier           | Belgique  | Soudal Quick-Step          | 2 h 51 min 50 s |
| 2e | Jonathan Milan        | Italie    | Lidl-Trek                  | + 0 s           |
| 3e | Kaden Groves          | Australie | Alpecin-Deceuninck         | + 0 s           |
| 4e | Fernando Gaviria      | Colombie  | Movistar Team              | + 0 s           |
| 5e | Tim van Dijke         | Pays-Bas  | Team Visma \| Lease a Bike | + 0 s           |
| 6e | Stanisław Aniołkowski | Pologne   | Cofidis                    | + 0 s           |
| 7e | Alberto Dainese       | Italie    | Tudor Pro Cycling Team     | + 0 s           |
| 8e | Giovanni Lonardi      | Italie    | Team Polti Kometa          | + 0 s           |
| 9e | Caleb Ewan            | Australie | Team Jayco AlUla           | + 0 s           |
| 10e | Donavan Grondin       | France    | Arkéa-B&B Hotels           | + 0 s           |

## Classements à l'issue de l'étape

### Classement général
| \| Classement général \| Classement général \| Classement général \| Classement général \| Classement général \| \| Coureur \| Coureur \| Pays \| Équipe \| Temps \| \| ------------------ \| ------------------ \| ------------------ \| -------------------------- \| ------------------ \| \| 1er \| Tadej Pogačar \| Slovénie \| UAE Team Emirates \| 79 h 14 min 03 s \| \| 2e \| Daniel Martínez \| Colombie \| Bora-Hansgrohe \| + 9 min 56 s \| \| 3e \| Geraint Thomas \| Royaume-Uni \| Ineos Grenadiers \| + 10 min 24 s \| \| 4e \| Ben O'Connor \| Australie \| Decathlon-AG2R La Mondiale \| + 12 min 07 s \| \| 5e \| Antonio Tiberi \| Italie \| Bahrain Victorious \| + 12 min 49 s \| \| 6e \| Thymen Arensman \| Pays-Bas \| Ineos Grenadiers \| + 14 min 31 s \| \| 7e \| Einer Rubio \| Colombie \| Movistar Team \| + 15 min 52 s \| \| 8e \| Jan Hirt \| Tchéquie \| Soudal Quick-Step \| + 18 min 05 s \| \| 9e \| Romain Bardet \| France \| Team dsm-firmenich PostNL \| + 20 min 32 s \| \| 10e \| Michael Storer \| Australie \| Tudor Pro Cycling Team \| + 21 min 11 s \| |                 |             |                            |                  |
| |                 |             |                            |                  |
| Sources : ProCyclingStats Cycling Quotient |                 |             |                            |                  |
| Classement général |                 |             |                            |                  |
| Coureur | Coureur         | Pays        | Équipe                     | Temps            |
| 1er | Tadej Pogačar   | Slovénie    | UAE Team Emirates          | 79 h 14 min 03 s |
| 2e | Daniel Martínez | Colombie    | Bora-Hansgrohe             | + 9 min 56 s     |
| 3e | Geraint Thomas  | Royaume-Uni | Ineos Grenadiers           | + 10 min 24 s    |
| 4e | Ben O'Connor    | Australie   | Decathlon-AG2R La Mondiale | + 12 min 07 s    |
| 5e | Antonio Tiberi  | Italie      | Bahrain Victorious         | + 12 min 49 s    |
| 6e | Thymen Arensman | Pays-Bas    | Ineos Grenadiers           | + 14 min 31 s    |
| 7e | Einer Rubio     | Colombie    | Movistar Team              | + 15 min 52 s    |
| 8e | Jan Hirt        | Tchéquie    | Soudal Quick-Step          | + 18 min 05 s    |
| 9e | Romain Bardet   | France      | Team dsm-firmenich PostNL  | + 20 min 32 s    |
| 10e | Michael Storer  | Australie   | Tudor Pro Cycling Team     | + 21 min 11 s    |

### Classement par points
| Classement par points | Classement par points | Classement par points | Classement par points         | Classement par points |
| Coureur               | Coureur               | Pays                  | Équipe                        | Points                |
| --------------------- | --------------------- | --------------------- | ----------------------------- | --------------------- |
| 1er                   | Jonathan Milan        | Italie                | Lidl-Trek                     | 352 pts               |
| 2e                    | Kaden Groves          | Australie             | Alpecin-Deceuninck            | 225 pts               |
| 3e                    | Tim Merlier           | Belgique              | Soudal Quick-Step             | 193 pts               |
| 4e                    | Julian Alaphilippe    | France                | Soudal Quick-Step             | 132 pts               |
| 5e                    | Tadej Pogačar         | Slovénie              | UAE Team Emirates             | 126 pts               |
| 6e                    | Andrea Pietrobon      | Italie                | Team Polti Kometa             | 117 pts               |
| 7e                    | Filippo Fiorelli      | Italie                | VF Group-Bardiani CSF-Faizanè | 116 pts               |
| 8e                    | Davide Ballerini      | Italie                | Astana Qazaqstan Team         | 84 pts                |
| 9e                    | Jhonatan Narváez      | Équateur              | Ineos Grenadiers              | 80 pts                |
| 10e                   | Stanisław Aniołkowski | Pologne               | Cofidis                       | 78 pts                |

### Classement de la montagne
| Classement de la montagne | Classement de la montagne | Classement de la montagne | Classement de la montagne     | Classement de la montagne |
| Coureur                   | Coureur                   | Pays                      | Équipe                        | Points                    |
| ------------------------- | ------------------------- | ------------------------- | ----------------------------- | ------------------------- |
| 1er                       | Tadej Pogačar             | Slovénie                  | UAE Team Emirates             | 270 pts                   |
| 2e                        | Giulio Pellizzari         | Italie                    | VF Group-Bardiani CSF-Faizanè | 206 pts                   |
| 3e                        | Georg Steinhauser         | Allemagne                 | EF Education-EasyPost         | 153 pts                   |
| 4e                        | Nairo Quintana            | Colombie                  | Movistar Team                 | 114 pts                   |
| 5e                        | Julian Alaphilippe        | France                    | Soudal Quick-Step             | 101 pts                   |
| 6e                        | Daniel Martínez           | Colombie                  | Bora-Hansgrohe                | 81 pts                    |
| 7e                        | Simon Geschke             | Allemagne                 | Cofidis                       | 78 pts                    |
| 8e                        | Valentin Paret-Peintre    | France                    | Decathlon-AG2R La Mondiale    | 59 pts                    |
| 9e                        | Romain Bardet             | France                    | Team dsm-firmenich PostNL     | 47 pts                    |
| 10e                       | Amanuel Ghebreigzabhier   | Érythrée                  | Lidl-Trek                     | 42 pts                    |

### Classement du meilleur jeune
| Classement du meilleur jeune | Classement du meilleur jeune | Classement du meilleur jeune | Classement du meilleur jeune | Classement du meilleur jeune |
| Coureur                      | Coureur                      | Pays                         | Équipe                       | Temps                        |
| ---------------------------- | ---------------------------- | ---------------------------- | ---------------------------- | ---------------------------- |
| 1er                          | Antonio Tiberi               | Italie                       | Bahrain Victorious           | 79 h 26 min 52 s             |
| 2e                           | Thymen Arensman              | Pays-Bas                     | Ineos Grenadiers             | + 1 min 42 s                 |
| 3e                           | Filippo Zana                 | Italie                       | Team Jayco AlUla             | + 11 min 10 s                |
| 4e                           | Davide Piganzoli             | Italie                       | Team Polti Kometa            | + 19 min 34 s                |
| 5e                           | Valentin Paret-Peintre       | France                       | Decathlon-AG2R La Mondiale   | + 30 min 37 s                |
| 6e                           | Alex Baudin                  | France                       | Decathlon-AG2R La Mondiale   | + 47 min 58 s                |
| 7e                           | Giovanni Aleotti             | Italie                       | Bora-Hansgrohe               | + 1 h 00 min 14 s            |
| 8e                           | Edoardo Zambanini            | Italie                       | Bahrain Victorious           | + 1 h 13 min 07 s            |
| 9e                           | Kevin Vermaerke              | États-Unis                   | Team dsm-firmenich PostNL    | + 1 h 20 min 52 s            |
| 10e                          | Mauri Vansevenant            | Belgique                     | Soudal Quick-Step            | + 1 h 34 min 54 s            |

### Classement par équipes
| Classement par équipes | Classement par équipes        | Classement par équipes | Classement par équipes |
| Équipe                 | Équipe                        | Pays                   | Temps                  |
| ---------------------- | ----------------------------- | ---------------------- | ---------------------- |
| 1re                    | Decathlon-AG2R La Mondiale    | France                 | 238 h 30 min 07 s      |
| 2e                     | Ineos Grenadiers              | Royaume-Uni            | + 44 min 23 s          |
| 3e                     | UAE Team Emirates             | Émirats arabes unis    | + 1 h 01 min 50 s      |
| 4e                     | Bahrain Victorious            | Bahreïn                | + 1 h 20 min 25 s      |
| 5e                     | Movistar Team                 | Espagne                | + 1 h 51 min 00 s      |
| 6e                     | Astana Qazaqstan Team         | Kazakhstan             | + 1 h 58 min 31 s      |
| 7e                     | VF Group-Bardiani CSF-Faizané | Italie                 | + 2 h 16 min 59 s      |
| 8e                     | Team dsm-firmenich PostNL     | Pays-Bas               | + 2 h 18 min 50 s      |
| 9e                     | Bora-Hansgrohe                | Allemagne              | + 2 h 45 min 37 s      |
| 10e                    | Soudal Quick-Step             | Belgique               | + 2 h 59 min 42 s      |

## Abandons
Aucun.